# Edmond Dédé
Edmond Dédé, né le 20 novembre 1827 à La Nouvelle-Orléans et mort le 4 janvier 1901 à Paris, est un violoniste et compositeur créole franco-américain, père d'Eugène Dédé. Parce qu'il est né aux États-Unis, son prénom peut aussi s'écrire « Edmund ».

## Biographie
Edmond Dédé est né le 20 novembre 1827 à La Nouvelle-Orléans, d'une famille franco-antillaise libre originaire des Antilles françaises.
Son père Eugène Dédé, qui est chef d'une fanfare de miliciens, lui donne ses premières leçons de clarinette. Dédé travaille ensuite le violon avec Constantin Debergue, directeur de la Société philharmonique locale, et Ludovico Gabici, directeur de l'orchestre du St. Charles Theatre. Il se perfectionne en étudiant le contrepoint et l'harmonie avec Eugène Prévost et Charles Richard Lambert,.
En 1852, il publie sa première œuvre, la mélodie Mon pauvre cœur, qui est aussi la plus ancienne pièce musicale écrite par un musicien créole de couleur de La Nouvelle-Orléans. Il travaille comme fabricant de cigares et, avec ses économies, s'embarque en direction de l'Europe en 1857,.
En France, il est auditeur au Conservatoire de Paris, étudiant avec Delphin Alard et Fromental Halévy,.
« Dans cette capitale éclairée, où l'on est toujours bien disposé à l'égard de l'infortune et du talent, Edmond Dédé a rencontré de la sympathie et du secours. »

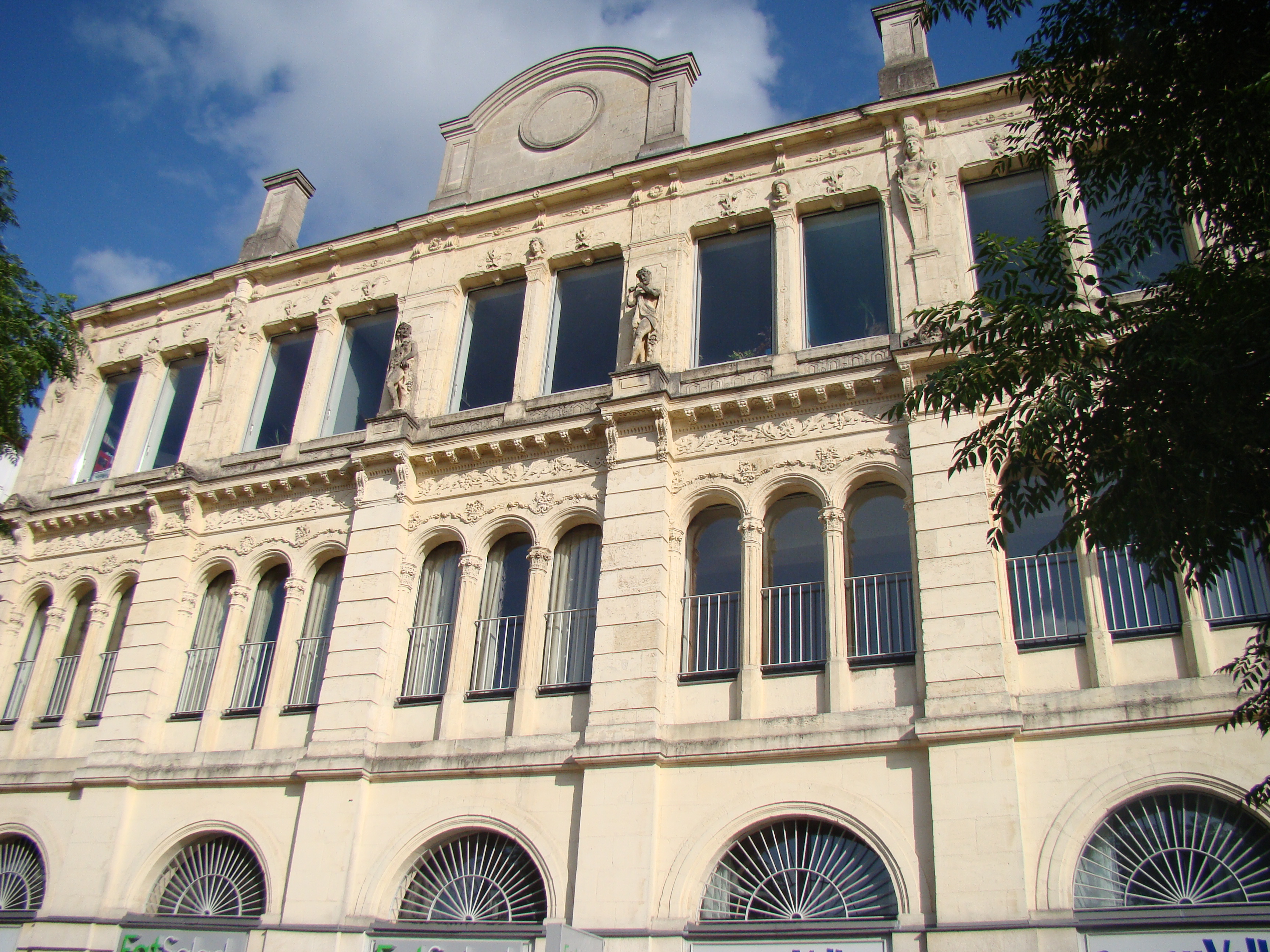
L'Alcazar.

Au début des années 1860, Edmond Dédé se rend à Bordeaux pour occuper le poste de chef assistant du ballet au Grand Théâtre. En quelques années, il trouve un emploi au théâtre l'Alcazar de Bordeaux-Bastide (actuellement 13, place de Stalingrad), un café-concert populaire de la ville, qu'il dirige durant 27 années. Plus tard, dans les années 1870, il travaille aux Folies Bordelaises. 
En 1864, Dédé épouse une Française, Sylvie Leflet, et s'installe à Bordeaux. En 1867, ils ont un fils, Eugène Dédé, qui devient chef d'orchestre de music-hall et compositeur de chansons populaires.
Après s'être installé en France, il ne retourne qu'une fois à la Nouvelle-Orléans, en 1893,. Lors de la traversée, le bateau subit de sérieuses avaries et il perd son violon de Crémone. Fatigué de subir les préjugés raciaux, il revient à Paris où il entre à la Société des Auteurs Dramatiques et Compositeurs en 1894.
Il meurt à Paris le 4 janvier 1901, rue de Sèvres.
Le magazine bordelais L’Artiste dit de lui en 1886 : « Il n’y a pas un seul habitant à Bordeaux qui ne connaisse Edmond Dédé et ne l’ait écouté et applaudi. Plusieurs générations ont fredonné ses refrains les plus gais ».

## Œuvres
- Morgiane ou Le sultan d'Ispahan[10]
- Chik-Kang-Fô[11]
- Enregistrés sur CD[12] :

1. Chicago (Grande valse à l'américaine)
2. Tond les chiens, coup' les chats (Duo burlesque)
3. Mirliton fin de siècle (Polka originale)
4. Rêverie champêtre
5. En chasse (Mazurka élégante)
6. Méphisto masqué (Polka fantastique for piano)
7. Battez aux champs (Cantate)
8. El Pronunciamento (Marche espagnole)
9. Cora La Bordelaise (Chansonnette)
10. Mon pauvre cœur
11. Chicago (pour piano solo)
12. Mon Sous-Off ! (Chansonnette)
13. Francoise et Tortillard (Saynète comique)
14. Mon Sous-Officier (Quadrille brillant)
15. Méphisto masqué (pour orchestre)

## Hommages
Le 20 novembre 2021, à l'occasion du 194e anniversaire de sa naissance, le moteur de recherche Google lui consacre un Doodle,.

## Discographie
- Edmond Dédé, Hot Springs Music Festival, Richard Rosenberg (dir.), Naxos 8.559038[15], coll. « American Classics », 2000.